# Trinoda necessitas
Trinoda necessitas és un terme llatí emprat per referir-se a tres tributs que existien a Britànnia en temps del domini anglosaxó. Els súbdits dels reis anglosaxons eren cridats a prestar tres tipus de serveis: bridge-bot, que consistia en la reparació de ponts i carreteres (en anglès «bridge» significa «pont»); burgh-bot, que consistia en la construcció i el manteniment de fortificacions, i fyrd-bot, que consistia en crides a la milícia (a Britànnia el sistema escandinau de lleva, l'expeditio, era conegut com a fyrd). Els monarques anglosaxons es van lliurar de realitzar aquests serveis en molt poques ocasions, ja que aquests eren vitals en els seus regnes.
El terme trinoda necessitas va ser rarament usat en l'època anglosaxona: el seu únic ús conegut va ser en una concessió de terra atorgada prop de Pagham, a Sussex, per part del rei Caedwalla de Wessex a Sant Wilfred de York. En el seu lloc, s'atorgaven concessions per als serveis de forma individual. De fet, la concessió original va usar el terme trimoda (la paraula llatina per «triple») en lloc de trinoda (la paraula llatina per indicar tres nusos), que va ser un error comès per John Selden el 1610.